# Franz Joseph Gall
Franz Joseph Gall (Tiefenbrunn Baden, 9 marzo 1758 – Montrouge, 22 agosto 1828) è stato un medico tedesco, ideatore della dottrina frenologica.

## Biografia

### Gli anni giovanili e l'inizio degli studi
Sesto o settimo di dieci figli, nacque in Germania, a Tiefenbronn, da una famiglia di origini italiane. Il padre era un modesto commerciante di lana che spesso svolgeva anche incarichi di sindaco nella suddetta città; dopo aver intrapreso un percorso di studi letterari si iscrisse alla facoltà di Medicina di Strasburgo, diretta da Jean Hermann, nel 1777. In questa città sposò poco dopo una giovane ragazza che lo aveva aiutato e curato durante un attacco di tifo. Entrambi i genitori di Gall erano di religione cattolica e perciò cercarono di educare il figlio sulla base di questi principi: infatti ricevette i primi insegnamenti da un suo zio che era prete, prima di frequentare più tardi le scuole di Baden e Bruchsal. Nonostante più tardi egli stesso avesse ipotizzato l'esistenza di una specifica facoltà per la religione, non fu molto devoto; dimostrazione di ciò si ebbe nelle diverse accuse che gli furono rivolte: le più tipiche quelle di immoralità e ateismo, tanto è vero che vide gran parte dei suoi testi essere inseriti ne l'Indice dei libri proibiti, oppure quella di aver avuto molte amanti e probabilmente anche un figlio illegittimo. Attratto dalla fama di Gerard van Swieten e Maximilian Stoll si trasferì all'Università di Vienna nel 1781, laureandosi quattro anni più tardi. Cominciò ad esercitare la professione medica, ma spese la maggior parte del suo tempo e delle sue energie nella ricerca scientifica; Gall lavorò specialmente tra Vienna e Parigi, città nelle quali ottenne un rapido successo anche grazie alla protezione che gli fu offerta da due funzionari dell'Impero: il conte Saurau e il barone von Retzer. Inoltre alcuni dei suoi più importanti pazienti furono il poeta Stendhal, il critico Auguste Comte e il politico Klemens von Metternich.

### Le prime osservazioni e la loro natura
Il primissimo scritto di Gall risale al 1791 ed è intitolato Philosophisch-medizinische Untersuchungen über Natur und Kunst; questo è fondamentalmente un testo di medicina pratica, una critica contro le teorie metafisiche e idealiste. Nelle teorie e in generale in tutta la medicina elaborata da Gall fu molto importante il carattere pratico, quella nota pragmatica che non fu mai assente; lo stesso Gall aveva una precisa immagine di se stesso, quella cioè di un uomo pragmatico, in grado di spiegare e rivelare le "verità della Natura" in un modo totalmente diverso da quello operato dai metafisici. Tra queste verità della natura che egli intendeva descrivere vi era anche la conoscenza dei problemi della mente e del cervello: Gall li relazionò sempre con i grandi problemi che l'uomo poteva incontrare nella società, nella vita e nel mondo. A ulteriore conferma del carattere pratico è bene ricordare che quando iniziò i primi studi (quindi circa a partire dalla metà del 1790) si munì anche di una serie di crani di animali e di uomini e cominciò a fare anche alcune dissezioni.
In gioventù aveva notato che le persone con occhi prominenti erano caratterizzati da una buona memoria. Sulla base di questa ed altre osservazioni cominciò a studiare i tratti somatici maggiormente associati alle diverse abilità artistiche, arrivando a formulare i principi della teoria frenologica, secondo cui sarebbe stato possibile riconoscere le facoltà psichiche di ogni persona dall'osservazione delle protuberanze craniche, determinate a suo dire da un maggior sviluppo delle zone cerebrali sottostanti.Gall può essere infatti considerato il primo medico che studiò le aree della corteccia cerebrale e le facoltà ad esse associate.
Altre sue osservazioni vennero pubblicate nel 1798, sotto forma di lettera rivolta ad un amico, sul Deutscher Mercur di Christoph Martin Wieland.

### Le ripercussioni delle teorie sull'opinione pubblica
Gall già da almeno due anni svolgeva frequentati seminari su argomenti frenologici: infatti dal 1796 al 1801 fece una serie di letture pubbliche a Vienna, quando appunto nel 1802 l'imperatore d'Austria gli vietò di proseguire i suoi convegni, considerati pericolosi per la religione, materialisti e ateisti; ma tale divieto contribuì ad incrementare la sua popolarità.
Inoltre già nel 1801 l'imperatore del Sacro Romano Impero Francesco II di Asburgo-Lorena proibì le sue lezioni accusandolo di essere solamente un ciarlatano.
Nel 1805 lasciò Vienna con l'amico e collega Johann Gaspar Spurzheim e intraprese un tour nelle principali università tedesche, spostandosi anche in Danimarca, Paesi Bassi, Svizzera e Francia, suscitando ulteriore interesse da parte della gente comune e perplessità da parte della comunità scientifica, che infatti diede inizio a numerosi dibattiti e a grandi critiche. Secondo molti suoi contemporanei, le ricerche che Gall aveva compiuto in ambito anatomico e neurofisiologico erano molto superficiali; egli infatti aveva descritto due diversi tipi di nervi: quelli che partivano dal cervello e quelli che arrivavano ad esso dalla periferia, cioè i nervi sensitivi e motori. Per fare ciò sfruttò l'esperimento della piuma: toccando l'occhio con una piuma si crea una sensazione che viene poi trasmessa al cervello, dove viene elaborata; questo è il principio dell'impulso nervoso. Secondo Gall esso nel cervello attraversa diverse zone intermedie per poi ritornare al punto di partenza, dunque all'occhio: l'effetto è quello della chiusura della palpebra. Probabilmente Gall non fu creduto perché ebbe la pretesa di descrivere un sistema così complesso come quello del cervello, basandosi su pochissimi elementi; a distanza di molti anni tutte le critiche e le accuse contro Gall possono essere ritenute infondate, anche perché lo studio che fece sui nervi, benché forse approssimativo, risultava in buona parte veritiero. Nel 1807, all'apice della fama, decise di stabilirsi a Parigi e aprire uno studio medico, pur continuando nella diffusione delle sue teorie; il periodo parigino sembrò essere positivo anche perché molti suoi colleghi, tra cui Jean-Nicolas Corvisart e Demangeon, lo sollecitarono a rimanere e fecero in modo che si creasse una ricca clientela tra letterati e altri uomini illustri. In questo periodo pubblicò la maggior parte delle sue opere: Introduction au cours de physiologie du cerveau (1808), Recherches sur le système nerveux en général, et sur celui du cerveau en particulier (1809), i primi due volumi di Anatomie et physiologie du système nerveux en general, et du cerveau en paiticulier, avec des observations sur la possibilite de reconnautre plusieurs dispositions intellectuelles et morales de l'homme el des animaux par la configuration de leurs têtes (1810, insieme a Spurzheim). Nel 1811 scrisse un trattato intitolato Des dispositions innées de l'aime et de l'esprit per difendersi dalle accuse di ateismo spinoziano.
Nonostante le pressioni di Étienne Geoffroy Saint-Hilaire e la cittadinanza francese ottenuta nel 1819, Gall non riuscì mai ad entrare all'Accademia delle Scienze: ciò probabilmente a causa di tutte le accuse ricevute e anche perché lo stesso Napoleone Bonaparte volle impedire la sua influenza a Parigi. Quest'ultimo, già nel 1808, quando lo scritto Memoire concernant le recherches sur le systeme nerveux en general et sur celui du cerveau en partuculier venne presentato all'Institut de France, lo aveva contrastato, pare anche deviando i giudizi dei commissari che, infatti, pur riconoscendo le novità anatomiche e fisiologiche lo rifiutarono. Il motivo di tale ostilità nei confronti di Gall era il fatto che Napoleone non condivideva l'interpretazione naturalistica del comportamento umano: nel giudicare un uomo, egli riteneva importanti solo gli atti compiuti. Infine tra il 1810 e il 1819 pubblicò quattro volumi intitolati Anatomie et Physiologie du systeme nerveux, molto dettagliati anche a livello delle illustrazioni, che possono essere considerati un vero e proprio trattato di organologia; nel 1822 ne uscì una nuova edizione con un titolo diverso.

### Gli ultimi anni
Nel 1823 cominciò una serie di seminari frenologici a Londra, ma la fredda accoglienza ricevuta lo costrinse a interrompere la trasferta inglese. Nel 1825 morì sua moglie e poco dopo decise di sposare Marie Anne Barbe, alla quale era comunque stato molto legato. Continuò quindi la sua attività di divulgazione scientifica a Parigi fino agli inizi del 1828, quando fu colpito da un ictus invalidante: già gli anni precedenti infatti aveva mostrato segni di sclerosi cerebrale. La morte lo colse il 22 agosto dello stesso anno a Montrouge, vicino alla capitale.
Per ricordare i suoi grandi contributi, il cranio di Gall è ancora attualmente conservato nel museo parigino Musée de l'Homme.

## La dottrina del cranio
Nonostante le molte difficoltà incontrate, Gall fu il primo a studiare le varie aree della corteccia cerebrale; egli sostenne sempre che il cervello fosse formato da diverse parti connesse fra loro e che ognuna di queste parti avesse una precisa funzione nell'organismo.
La "Dottrina del cranio" o, come la chiamò lo stesso Gall, "Organologia" si basava su alcuni criteri fondamentali; i più importanti:
- sia gli uomini sia gli animali nascono con determinate facoltà innate, che Gall denominò "attitudini". Questa può sembrare (e in effetti lo è) una semplice osservazione, forse quasi banale e risaputa da tutti; è interessante però il fatto che Gall, per darne una spiegazione più esauriente, dimostrò che (come si è già detto all'inizio) le persone con grandi capacità di memoria avevano occhi grandi e molto sporgenti.
- il cervello è la sede dell'intelligenza. Questa constatazione fu fonte di diversi dibattiti, anche se fu considerata valida fino al momento in cui si sviluppò la vera psicologia; in questo modo Gall mise in discussione la teoria di René Descartes sul dualismo mente-corpo: la mente, infatti, non era più considerata separata dal corpo, ma come parte integrante dell'organismo nella sua totalità. Questo specifico punto della teoria fece sì che il problema mente-corpo rientrasse nel campo della psicologia e della biologia.
- il cervello non è un'unità omogenea, ma è l'insieme di diverse facoltà che hanno diverse funzioni; secondo Gall, infatti, tutti i singoli nuclei cerebrali erano proprio centri per determinare le capacità e le predisposizioni della persona. Condusse molti studi specialmente nei manicomi e concluse che in totale esistono ventisette facoltà, di cui diciannove presenti propriamente negli uomini e negli animali. Proprio per la grandissima innovazione di aver collegato a ciascuna funzione mentale uno specifico organo, George Henry Lewes lo definì il "Keplero della Psicologia"[4]; Gall non abbandonerà mai l'idea che gli organi cerebrali avessero una precisa localizzazione e pensò anche che la potenza con cui una determinata facoltà si manifestava fosse collegata alla grandezza dell'organo stesso.
- dato che il cervello è protetto dal cranio e che questo si ossifica durante lo sviluppo infantile, le caratteristiche esterne di esso possono essere utilizzate per indagare l'interno dei singoli organi cerebrali e le singole facoltà. Da ciò si percepisce il grande interesse che Gall aveva per la fisiognomica, interesse dimostrato anche dalla pubblicazione nel 1815 di un testo intitolato The Physiognomical System of Drs. Gall and Spurzheim: la teoria presentata dai due medici è sicuramente molto diversa da quella del grande esponente Lavater, proprio per il collegamento che Gall fece tra i segni esterni craniologici e l'interno dei singoli organi.

## Precursore della psicologia e neurologia
In un'epoca in cui la scienza riteneva ancora il cuore sede di alcuni sentimenti, Gall notò che il cervello dovesse essere in realtà l'organo deputato alle facoltà intellettuali, morali ed affettive, individuando nei lobi frontali in particolare le funzioni psichiche superiori. Questo è un punto importante; Gall studiò, infatti, in un'epoca in cui regnava l'ignoranza: si parlava di fluidi che scorrevano nei nervi e il carattere dell'uomo, la cui spiegazione si collocava oltre l'interpretazione umana, era considerato un dono divino. Gall, invece, divise la totalità della capacità mentale in quelle che attualmente si chiamano "facoltà": è proprio da questa nuova interpretazione che nacque una nuova psicologia, che iniziò a considerare ogni individuo diverso dall'altro. Per sottolineare ulteriormente l'importanza dei progressi che Gall effettuò basta ricordare che lo stesso Corvisart approvò totalmente la fisiologia cerebrale delle localizzazioni.
L'approccio fisiognomico di Gall si ricollega a un più generale progetto europeo che appunto si stava diffondendo proprio in quegli anni; una vera e propria rivoluzione: il fatto di considerare la percezione dell'io in termini di interiorità psicologica. In generale durante tutto il XIX secolo le teorie di Gall furono approvate in Gran Bretagna e negli Stati Uniti; in particolare riuscì anche a svilupparsi un movimento sociale di frenologia che lottò specialmente per far migliorare la cura dei tanti pazienti dei manicomi e anche l'educazione nei confronti di essi, che molto, anzi troppo frequentemente, erano considerati dei malati "diversi" dai quali mantenere le giuste distanze.
La psicologia, la neuroanatomia e la fisiologia sfruttarono durante tutto questo secolo le osservazioni di Gall; veniva apprezzato molto il fatto che tutte le domande sulla mente erano state ricondotte alla fisiologia cerebrale e in questo modo erano stati sconfitti ed eliminati tutti quei secoli in cui a regnare erano le speculazioni e la pura riflessione metafisica. Queste ultime ignoravano completamente l'approccio biologico e organico. Inoltre, la fisiologia di Gall si oppose sostanzialmente a quella elaborata da J.P. Flourens, che, invece, negava l'esistenza di strutture particolari nel cervello, ma interpretava quest'ultimo come un tutto intero.
La teoria delle localizzazioni fu poi ripresa da illustri medici quali Paul Broca, Jean-Baptiste Bouillaud, G.T. Fritsch, E. Hitzig e John Hughlings Jackson, da tutta la psicologia e la sociologia, specialmente con Comte; anche in questo campo i progressi furono innumerevoli: infatti cambiò il modo di contestualizzare l'uomo a livello della natura e del mondo.

## Precursore della criminologia moderna
Oltre a compiere studi sui malati che abitavano i manicomi, Gall si interessò specialmente anche ai condannati per diversi reati e per questo visitò molti carceri. L'idea fondamentale di Gall era che alcuni di coloro rinchiusi nelle prigioni non erano lì perché avevano una particolare predisposizione al crimine, ma perché probabilmente alcune emozioni o passioni avevano agito su di loro in modo da indurli ad infrangere la legge e quindi a commettere un delitto o, più in generale, un reato. Inoltre Gall contestò sempre all'opinione pubblica il fatto che se un individuo avesse commesso lo stesso crimine più volte, questo sarebbe stato sicuramente considerato un delinquente a tutti gli effetti: ci si dimenticava, infatti, che dopo aver espiato la pena del primo crimine, l'individuo poteva considerare suoi amici solamente le persone incontrate nel carcere, perché per tutto il resto del mondo egli sarebbe per sempre rimasto "colpevole".
Proprio per questa sottile osservazione Gall può essere considerato il fondatore della criminologia moderna; da ciò si può quindi capire perché egli criticasse molto aspramente tutti i legislatori e i moralisti: questi pensavano di essere gli unici a conoscere il significato di "lecito" o "illecito". Per la prima volta nella dottrina penalistica si fece un passo avanti; basta considerare le parole pronunciate dallo stesso medico:
(F.J. Gall)
(F.J. Gall)
Gall notò che la maggior parte dei criminali, da lui stesso esaminati, aveva avuto un'infanzia difficile, caratterizzata in particolare da povertà, da mancanza di istruzione e di un ambiente morale corretto; tutto questo sicuramente influì sulla loro crescita e formazione, specialmente quella morale e psichica. Inoltre Gall cercò sempre di far valere le sue opinioni anche in ambito sociale; infatti sostenne sempre che un criminale non deve essere considerato un'entità astratta, ma una persona concreta, reale, capace di agire e quindi le sue azioni, i suoi singoli atti, devono essere valutati proprio in base alla natura degli individui stessi. In questo modo veniva rivalutato anche il significato e il ruolo delle prigioni stesse: non più luoghi di reclusione, ma vere "case di correzione", ambienti che tentassero il più possibile di correggere appunto quel difetto che tanto preoccupava la società della quale faceva parte il colpevole.
Certamente la sua idea più rivoluzionaria era quella secondo cui in ogni uomo c'è un potenziale delinquente, nessun escluso; questo perché secondo Gall due delle cause più frequenti di crimine sono, come si è già detto, lo stato di necessità e la scarsa istruzione, per cui spesso molti uomini ignorano quale sia il comportamento più corretto proposto e voluto dalla società: un individuo che, per esempio, non ha cibo o denaro è portato quasi necessariamente a rubare. Ovviamente quest'ultimo comportamento non verrà mai riconosciuto come "lecito" da quella parte della società benestante, che, quindi, non tollera e non ammette questo tipo di inclinazione, non lo capisce perché non ha mai avuto il modo di sperimentarlo.
Quanto appena elaborato permette di affermare che i suoi studi influenzarono profondamente le ricerche successive sulla morfologia cerebrale, fornendo una delle basi dell'antropologia patologica criminale sviluppata in Italia da Cesare Lombroso e in Francia da Alexandre Lacassagne.

## Le opere pubblicate da Gall
- Philosophisch-medizinische Untersuchungen über Natur und Kunst im kranken und gesunden Zustande des Menschen, 1791.
- Memoire concernant les recherches sur le systeme nerveux en general et sur celui du cerveau en particuler, 1808.
- Introduction au cours de physiologie du cerveau,1808.
- Anatomie et physiologie du système nerveux en general, et du cerveau en particulier, avec des observations sur la possibilite de reconnautre plusieurs dispositions intellectuelles et morales de l'homme el des animaux par la configuration de leurs têtes, 1810.
- Des dispositions innées de l'aime et de l'esprit, 1811.
- The Physiognomical System of Drs. Gall and Spurzheim, 1815.
- Sur les fonctions du cerveau et sur celles de chacune de ses parties, 1822: questa è la nuova edizione dell'opera pubblicata tra il 1810 e il 1819.